# 론 단테
론 단테(영어: Ron Dante, 1945년 8월 22일 ~ )는 미국의 가수, 작곡가, 세션 음악가 그리고 음악 프로듀서이다. 단테는 가상의 만화 밴드 아치스의 실제 주인공 가수로 가장 잘 알려져 있다. 그는 또한 커프 링크스의 목소리를 맡았고 배리 매닐로의 첫 9개의 음반을 공동 제작했다.